# Kociałkowa Górka
Kociałkowa Górka (prononciation : [kɔt͡ɕau̯ˈkɔva ˈɡurka]) est un village polonais de la gmina de Pobiedziska dans le powiat de Poznań de la voïvodie de Grande-Pologne dans le centre-ouest de la Pologne.
Il se situe à environ 8 kilomètres au sud de Pobiedziska (siège de la gmina) et à 26 kilomètres à l'est de Poznań (siège du powiat et capitale régionale).

## Histoire
De 1975 à 1998, le village faisait partie du territoire de la voïvodie de Poznań.

Depuis 1999, Kociałkowa Górka est situé dans la voïvodie de Grande-Pologne.
Le village possède une population de 410 habitants en 2006.